# Kongelige kammersangere
 Denne artikel omhandler overvejende eller alene danske forhold. Hjælp gerne med at gøre artiklen mere almen.
Indholdet passer ikke med Wikipedias indhold på tysk, svensk, fransk osv.
Titlen kongelig kammersanger (hhv. kongelig kammersangerinde) er en ærestitel, der siden 1700-tallet er blevet tildelt af den danske regent til omkring 50 danske operasangere. Enkelte udenlandske sangere, der har virket i Danmark, har opnået titlen kongelig kammersanger. Den første udlænding, der blev udnævnt til kongelig kammersanger, var italieneren Giuseppe Siboni, der i 1819 fik dansk indfødsret og blev direktør for Det Kongelige Teaters syngeskole.

## Udnævnt af Frederik 6.
Denne liste er ufuldstændig; hjælp gerne med at udfylde den.
- ca. 1819 – Giuseppe Siboni (1780-1839)
- ca. 1821 – Josephine Fröhlich (1803-1878)

## Udnævnt af Christian 8.
- 1841 – Ida Henriette da Fonseca (1802-1858)
- 1843 – Catharine Simonsen (født Rysslander, 1816-1849)

## Udnævnt af Frederik 7.
- 1854 – Jørgen Christian Hansen (1812–1880)
- 1858 – Leocadie Gerlach (1827-1919, født Bergnehr)

## Udnævnt af Christian 9.
- 1864 – Charlotte Bournonville (1832-1911)
- 1866 – Peter Schram (1819-1895)
- 1874 – Niels Juel Simonsen (1846-1906)
- 1879 – Anna Levinsohn (1839-1899, født Andersen)
- 1888 – Elisabeth Dons (1864-1942)
- 1894 – Sophie Keller (født Rung, 1850-1929)
- 1901 – Vilhelm Herold (1865-1937)

## Udnævnt af Frederik 8.
- 1906 – Ellen Beck (1873-1953)
- 1906 – Emilie Ulrich (1872-1952)
- 1907 – Peter Cornelius (født Cornelius Petersen, 1865-1934)
- 1907 – Helge Nissen (1871-1926)
- 1907 – Ida Møller (1872–1947)
- 1908 – Johanne Krarup-Hansen (1870-1958)

## Udnævnt af Christian 10.
- 1914 – Tenna Kraft (født Frederiksen, 1885-1954)
- 1915 – Margrethe Lendrop (født Boeck, 1873-1920)
- 1916 – Johanne Brun (født Prieme, 1874-1954)
- 1917 – Albert Høeberg (1879-1949)
- 1918 – Niels Hansen (1880-1969)
- 1919 – Ingeborg Nørregaard Hansen (1874-1941)
- 1922 – Lilly Lamprecht (1886-1976)
- 1930 – Lauritz Melchior (1890-1973)
- 1931 – Ingeborg Steffensen (1888-1964)
- 1931 – Poul Wiedemann (1890-1969)
- 1934 – Holger Byrding (1891-1980)
- 1934 – Holger Bruusgaard (1884-1968)
- 1934 – Else Schøtt (1895-1989)
- 1934 – Per Biørn (1887-1944)
- 1936 – Helge Rosvænge (1897-1972)
- 1939 – Einar Nørby (1896-1983)
- 1941 – Ebba Wilton (1896-1951)
- 1941 – Ely Hjalmar (1892-1952)
- 1946 – Marius Jacobsen (1894-1961)
- 1946 – Thyge Thygesen (1904-1972)
- 1946 – Else Brems (1908-1995)
- 1946 – Edith Oldrup (1912-1999)

## Udnævnt af Frederik 9.
- 1947 – Henry Skjær (1899-1991)
- 1949 – Stefan Islandi (1907-1993)
- 1949 – Dorothy Larsen (1911-1990)
- 1950 – Erik Sjøberg (1909-1973)
- 1950 – Lilian Weber Hansen (1911-1987)
- 1957 – Ruth Guldbæk (1924-2006)
- 1959 – Otte Svendsen (1918-2008)

## Udnævnt af Margrethe 2.
- 1974 – Ib Hansen (1928-2013)
- 1985 – Aage Haugland (1944-2000)
- 1998 – Inga Nielsen (1946-2008)
- 2006 – Stig Fogh Andersen (født 1950)
- 2010 – Tina Kiberg (født 1958)

## Kammersanger Holm
Emil Holm omtales altid som "Kammersanger Holm". Men denne Statsradiofoniens første chef var ikke kongelig kammersanger som det forstås her. Titlen skyldtes, at han 1913 udnævntes til kammersanger ved den württembergske hofopera i Stuttgart. 